# Об'єднані сили самооборони Колумбії

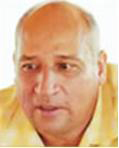
Вісенте Кастаньйо Гіл

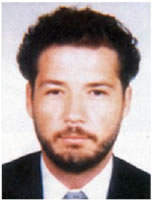
Віктор Мануель Мехія Мунера

Об’єднана самооборона Колумбії (ісп. Autodefensas Unidas de Colombia, або AUC) — колумбійська ультраправа воєнізована група, яка також займалась наркоторгівлею. Група брала активну участь в  збройному конфлікті Колумбії в період з 1997 по 2006 рік. AUC несе відповідальність за акти помсти проти повстанських груп FARC та ELN, а також за численні напади на мирних жителів, починаючи з 1997 року в результаті розправи Мапіріпані (Мапіріпанська різня) .  
Ополчення мало коріння в 1980-х, коли воєнизовані формування були створені наркотоговцями для боротьби  з комуністичними партизанами, які викрадали людей для вимагань викупів.   
Об’єднана самооборона Колумбії була утворена в квітні 1997 року шляхом злиття сільських загонів самооборони з департементу Кордоба та субрегіону Ураба департемнету Антіокія, а також місцевих ополченців, задля захист місцевих економічних, соціальних та політичних інтересів шляхом боротьби з лівими інсургентами у своїх районах.  
Організацією керував Карлос Кастаньйо до його вбивства в 2004 році, і, як вважалося, організація має зв'язки з деякими місцевими військовими командувачами в Збройних Силах Колумбії. За даними Human Rights Watch, воєнізовані групи та збройні сили Колумбії мають дуже тісний зв'язок, і завдяки цьому воєнізовані угрупування також сприймаються як доповнення, частіше званого шостим підрозділом, збройних сил Колумбії, що має п'ять офіційних підрозділів. 
Об'єднана самооборона Колумбії налічувала близько 20 000 членів і в основному фінансувалася за рахунок торгівлі наркотиками  та допомогу місцевих землевласників, гірничих чи паливних компаній та політиків.
Колумбійських військових звинувачують в делегуванні воєнізованим загонам AUC завдань на вбивства селян та лідерів профспілок, яких підозрюють у підтримці повстанських рухів  , хоча сама AUC підтверджує, що вважає таких осіб "законними цілями".  Об'єднана самооборона Колумбії була визнана терористичною організацією багатьма країнами та організаціями, включаючи США, Канаду та Європейський Союз.
Переважна частина загонів AUC, демобілізована на початку 2006 року, а її колишнє керівництво, було екстрадовано до США у 2008 році. Однак місцеві наступники, такі як Чорні орли, продовжують існувати. 8 травня 2008 року співробітники громадської радіостанції (Sarare FM Stereo) отримали повідомлення про те, що: "Для благополуччя вас і ваших близьких не торкайтесь тем, що не стосуються радіостанції. AUC, Араука ". Через кілька днів листи AUC були розклеєні на фасадній частині офісу радіостанції. Ця погроза була викликана участю представників радіостанції у громадських зборах, на яких були присутні члени Комісії з прав людини Конгресу 27 вересня 2007 року. На цих зборах були засуджені факти порушення прав людини , вчинені в Департаменті Араука різними сторонами збройного конфлікту, включаючи AUC. 